# Per Nørgård - et arbejdsportræt
|  | Denne artikel er oprettet af botten PalnaBot ud fra en ekstern database. Den kan derfor have sproglige fejl eller mangler. Denne skabelon kan fjernes efter kontrol af indholdet. |

Per Nørgård - et arbejdsportræt er en dokumentarfilm om Per Nørgård instrueret af Lennart Pasborg efter manuskript af Lennart Pasborg.

## Handling
Et uhøjtideligt portræt af den danske komponist. Han ses under arbejdet med at komponere musik, som kan forekomme mange svær, men som han selv forklarer baggrunden for. Nørgård ses også sammen med kunstnerkolleger, i forbindelse med opførelse af hans værker og i rollen som en efterspurgt musikpædagog i ind- og udland.